# Demis Roussos
Artemios (Demis) Ventouris-Roussos (Grieks: Αρτέμιος Βεντούρης Ρούσος) (Alexandrië, 15 juni 1946 – Athene, 25 januari 2015) was een Grieks zanger en basgitarist.

## Leven
Demis Roussos werd geboren in Egypte als zoon van Griekse ouders die alles verloren na de Suezcrisis in 1956 en daarop in 1961 naar Griekenland terugkeerden. In Griekenland was Roussos lid van een aantal groepen als The Idols, We Five, The Mini's en The Papathanassiou Set, na hun aankomst in Parijs op 23 maart 1968 omgedoopt door producer Lou Reizner in Aphrodite's Child. Na het ontbinden van deze groep begon Roussos in 1971 een solocarrière.
Hij is als gast te horen op een aantal albums van Vangelis, een van de bandleden van Aphrodite's Child, waaronder Blade Runner.
Zijn solocarrière vertoonde een piek in de jaren zeventig met een aantal hits, waarvan de singles My Friend the Wind en Forever and Ever (1973) hoog genoteerd stonden in verschillende landen. In december 1973 had hij in Nederland een nummer 1-hit met Schönes Mädchen aus Arcadia. In de jaren 80 begon zijn comeback in Nederland met 'Island Of Love', waarna nog grote hits volgden in Frankrijk zoals Quand Je T'aime en On Écrit Sur Les Murs.
Roussos overleed op 25 januari 2015 in het Ygeia Hospitaal in Athene aan de gevolgen van uitgezaaide alvleesklierkanker. Op 15 juni 2016 hebben zijn twee kinderen Cyril en Emily het Demis Roussos Museum in Nijkerk (Nederland) geopend. Dit museum sloot echter in 2019 en werd voortgezet in Athene. Roussos maakte zijn platen vanaf 1986 voor het Nederlandse platenlabel BR Music.

## Galerij

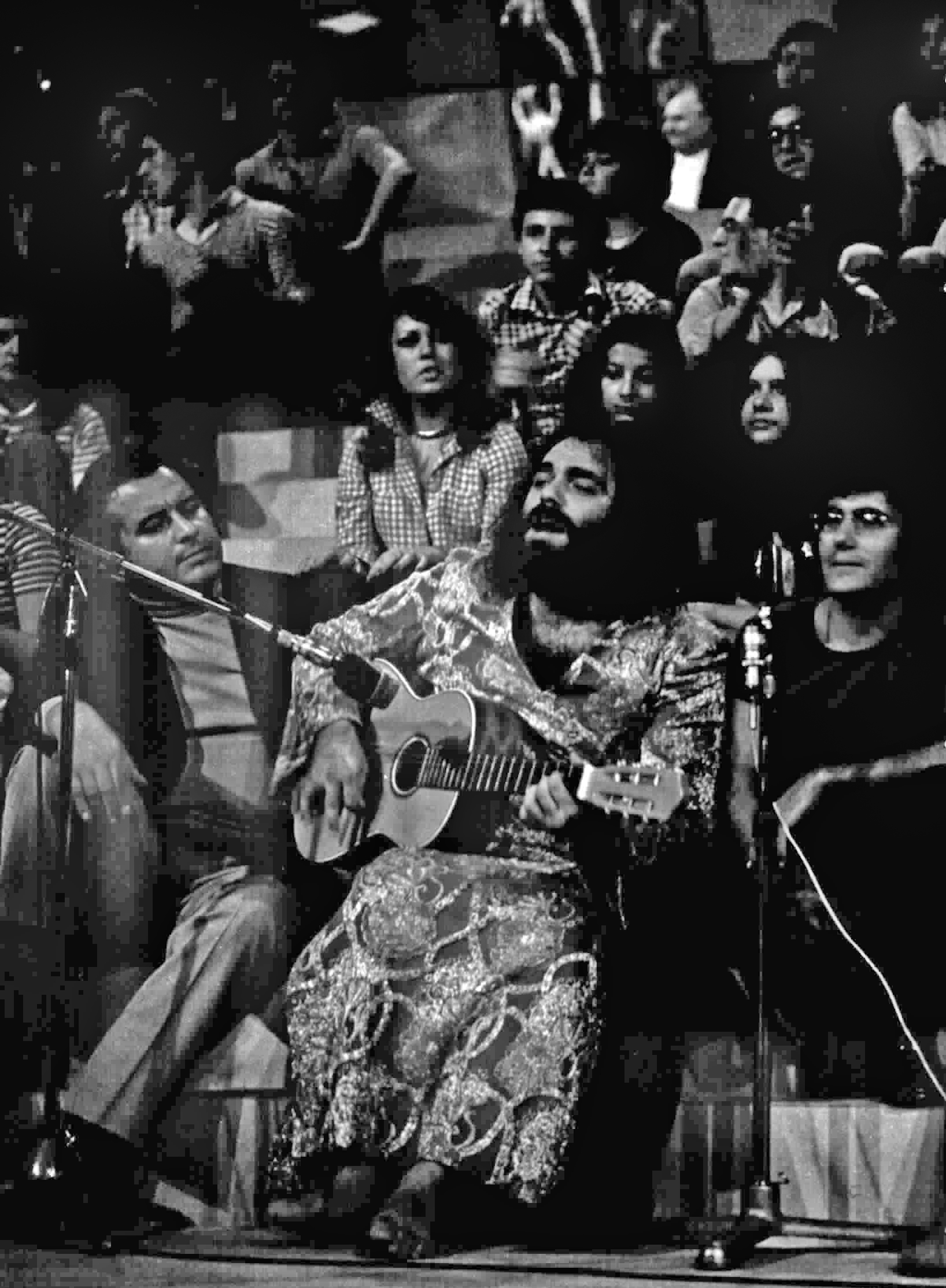
Demis Roussos  1972.
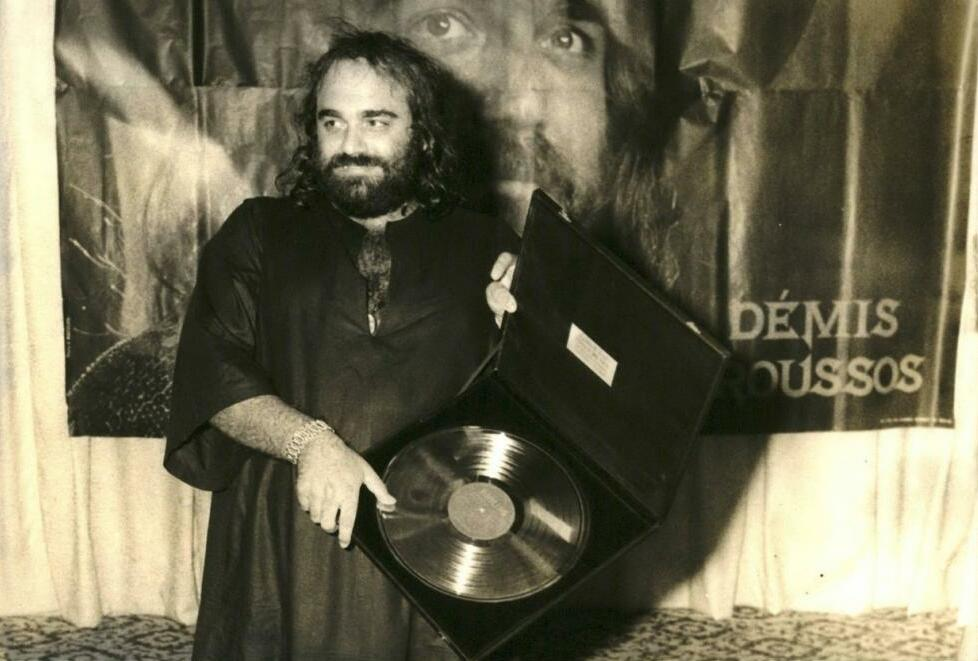
Demis Roussos 1975.
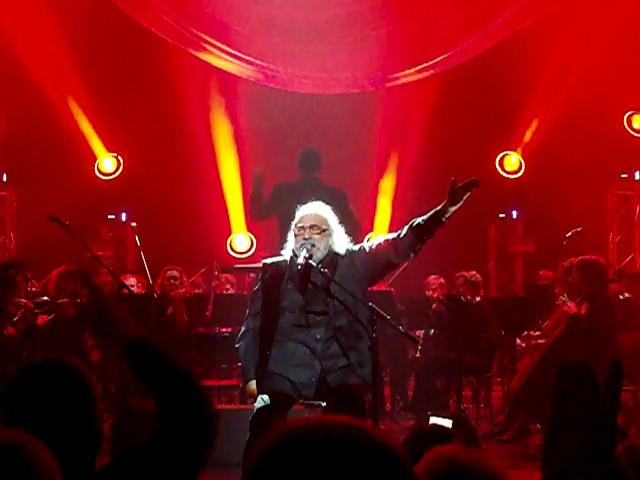
Demis Roussos in Kiev 2012.

## Discografie

### Albums
| Album met eventuele hitnotering(en) in de Nederlandse Album Top 100 | Datum van verschijnen | Datum van binnenkomst | Hoogste positie | Aantal weken | Opmerkingen                           |
| ------------------------------------------------------------------- | --------------------- | --------------------- | --------------- | ------------ | ------------------------------------- |
| Forever and ever                                                    | 1973                  | 28-04-1973            | 1(9wk)          | 40           |                                       |
| Greatest hits                                                       | 1974                  | 26-01-1974            | 2               | 17           | Verzamelalbum                         |
| My only fascination                                                 | 1974                  | 06-04-1974            | 15              | 11           |                                       |
| Auf wiedersehen                                                     | 1974                  | 28-09-1974            | 8               | 11           |                                       |
| Souvenirs                                                           | 1975                  | 12-04-1975            | 27              | 5            |                                       |
| Man of the world                                                    | 1980                  | 21-06-1980            | 27              | 8            |                                       |
| Souvenirs                                                           | 1982                  | -                     |                 |              | Verzamelalbum / #4 in de TV LP Top 15 |
| Greater love                                                        | 1986                  | 04-10-1986            | 33              | 6            |                                       |
| The story of Demis Roussos                                          | 1987                  | 23-05-1987            | 18              | 12           | Verzamelalbum                         |
| The phenomenon 1968-1998                                            | 1998                  | 23-05-1998            | 24              | 12           | Verzamelalbum                         |
| Forever and ever - 40 Greatest hits                                 | 1998                  |                       |                 |              | Verzamelalbum                         |
| Demis                                                               | 2009                  | 11-05-2009            | -               | -            |                                       |
| Demis Roussos Top 100                                               | 2009                  | 19-09-2009            | 41              | 2            | Verzamelalbum                         |

| Album met hitnotering(en) in de Vlaamse Ultratop 200 albums | Datum van verschijnen | Datum van binnenkomst | Hoogste positie | Aantal weken | Opmerkingen        |
| ----------------------------------------------------------- | --------------------- | --------------------- | --------------- | ------------ | ------------------ |
| Back to back                                                | 1995                  | 25-11-1995            | 19              | 7            | met Vicky Leandros |
| Forever and ever - 40 Greatest hits                         | 1999                  | 16-10-2000            | 44              | 2            | Verzamelalbum      |
| Collected                                                   | 2015                  | 28-03-2015            | 1 (1wk)         | 36*          | Verzamelalbum Goud |

### Singles
| Single met eventuele hitnotering(en) in de Nederlandse Top 40 | Datum van verschijnen | Datum van binnenkomst | Hoogste positie | Aantal weken | Opmerkingen |
| ------------------------------------------------------------- | --------------------- | --------------------- | --------------- | ------------ | --- |
| We shall dance                                                | 1971                  | 07-08-1971            | 7               | 9            | Nr. 4 in de Daverende Dertig                                                                                    |
| No way out                                                    | 1972                  | 25-03-1972            | tip25           | -            | |
| My reason / When I'm a kid                                    | 1972                  | 12-08-1972            | 2               | 11           | Nr. 1 in de Daverende Dertig                                                                                    |
| Auntie                                                        | 1972                  | 18-11-1972            | 4               | 9            | met Vicky Leandros, Sandra en Andres, Enrico Macias, Hildegard Knef & Alice Babs / Nr. 4 in de Daverende Dertig |
| Forever and ever / Velvet mornings                            | 1973                  | 31-03-1973            | 2               | 13           | Nr. 2 in de Daverende Dertig                                                                                    |
| Goodbye, my love, goodbye                                     | 1973                  | 02-06-1973            | 3               | 12           | De Duitstalige versie/ Nr. 2 in de Daverende Dertig                                                             |
| My friend the wind                                            | 1973                  | 08-09-1973            | 1(2wk)          | 14           | Nr. 1 in de Daverende Dertig                                                                                    |
| Schönes Mädchen aus Arcadia                                   | 1973                  | 03-11-1973            | 1(2wk)          | 14           | Nr. 1 in de Daverende Dertig                                                                                    |
| Someday, somewhere                                            | 1974                  | 05-01-1974            | 2               | 8            | Nr. 2 in de Daverende Dertig                                                                                    |
| My only fascination                                           | 1974                  | 11-05-1974            | 11              | 7            | Nr. 11 in de Daverende Dertig                                                                                   |
| Auf wiederseh'n (Sweetheart)                                  | 1974                  | 31-08-1974            | 5               | 10           | Nr. 6 in de Nationale Hitparade                                                                                 |
| With you                                                      | 1974                  | 23-11-1974            | 23              | 4            | |
| Perdoname                                                     | 1975                  | 27-09-1975            | 5               | 9            | Nr. 6 in de Nationale Hitparade                                                                                 |
| Life in the city                                              | 1978                  | 13-05-1978            | tip19           | -            | |
| Lost in love                                                  | 1980                  | 17-05-1980            | 2               | 13           | met Florence Warner / Nr. 4 in de Nationale Hitparade / Alarmschijf                                             |
| Race to the end                                               | 1981                  | 18-04-1981            | tip12           | -            | met Vangelis |
| Je t'aime mon amour                                           | 1982                  | 09-01-1982            | tip18           | -            | met Vicky Leandros / Nr. 41 in de Nationale Hitparade                                                           |
| Follow me                                                     | 1982                  | 13-11-1982            | 25              | 4            | Nr. 27 in de Nationale Hitparade                                                                                |
| Island of love                                                | 1986                  | 29-03-1986            | 26              | 4            | Nr. 28 in de Nationale Hitparade                                                                                |
| Summerwine                                                    | 1986                  | 10-05-1986            | tip4            | -            | met Nancy Boyd/Nr. 44 in de Nationale Hitparade                                                                 |
| Summer in her eyes                                            | 1986                  | 19-07-1986            | tip3            | -            | Nr. 32 in de Nationale Hitparade                                                                                |
| Tropicana bay                                                 | 1986                  | 29-11-1986            | tip3            | -            | met Nancy Boyd                                                                                                  |
| Rain and tears                                                | 1987                  | 06-06-1987            | tip20           | -            | Nr. 60 in de Nationale Hitparade                                                                                |
| Time                                                          | 1988                  | 01-10-1988            | tip12           | -            | Nr. 57 in de Nationale Hitparade                                                                                |

| Single met hitnotering(en) in de Vlaamse Ultratop 50 | Datum van verschijnen | Datum van binnenkomst | Hoogste positie | Aantal weken | Opmerkingen         |
| ---------------------------------------------------- | --------------------- | --------------------- | --------------- | ------------ | ------------------- |
| We shall dance                                       | 1971                  | 21-08-1971            | 9               | 11           |                     |
| My reason                                            | 1972                  | 19-08-1972            | 2               | 13           |                     |
| Forever and ever                                     | 1973                  | 17-03-1973            | 1(6wk)          | 16           |                     |
| Goodbye, my love, goodbye                            | 1973                  | 09-06-1973            | 1(3wk)          | 17           |                     |
| My friend the wind                                   | 1973                  | 15-09-1973            | 1(6wk)          | 15           |                     |
| Schönes madchen aus Arcadia                          | 1973                  | 10-11-1973            | 1(5wk)          | 12           |                     |
| Someday somewhere                                    | 1973                  | 22-12-1973            | 1(2wk)          | 12           |                     |
| My only fascination                                  | 1974                  | 20-04-1974            | 11              | 11           |                     |
| Auf wiederseh'n                                      | 1974                  | 21-09-1974            | 19              | 5            |                     |
| With you                                             | 1974                  | 12-10-1974            | 18              | 3            |                     |
| Perdoname                                            | 1975                  | 11-10-1975            | 5               | 9            |                     |
| Mourir auprès de mon amour                           | 1977                  | 02-04-1977            | 26              | 1            | met Vicky Leandros  |
| Lost in love                                         | 1980                  | 07-06-1980            | 3               | 11           | met Florence Warner |
| Follow me                                            | 1982                  | 20-11-1982            | 32              | 3            |                     |
| On my own                                            | 1995                  | 18-11-1995            | 50              | 1            |                     |

#### NPO Radio 2 Top 2000
| Nummers met noteringen in de NPO Radio 2 Top 2000 | '99  | '00  | '01 | '02 | '03  | '04  | '05  | '06  | '07 | '08  | '09  | '10  | '11  | '12  | '13  | '14  | '15  |
| ------------------------------------------------- | ---- | ---- | --- | --- | ---- | ---- | ---- | ---- | --- | ---- | ---- | ---- | ---- | ---- | ---- | ---- | ---- |
| Forever and Ever                                  | -    | -    | -   | -   | 1436 | 1722 | 1747 | 1800 | -   | 1950 | -    | -    | -    | -    | -    | -    | -    |
| My Friend the Wind                                | 1011 | 1077 | 571 | 795 | 887  | 844  | 808  | 800  | 912 | 805  | 1210 | 1147 | 1308 | 1754 | 1713 | 1823 | 1739 |

1. ↑  Een '-' betekent dat het nummer niet was genoteerd en een vetgedrukt getal geeft de hoogste notering van een nummer aan.
2. ↑  Deze tabel is bijgewerkt tot en met de laatste editie (2024).

- Bibsys: 90183272
- Biblioteca Nacional de España: XX866218
- Bibliothèque nationale de France: cb13899236j (data)
- Gemeinsame Normdatei: 134503260
- International Standard Name Identifier: 0000 0001 0867 5043
- Library of Congress Control Number: n89635974
- Nationale Bibliotheek van Letland: 000297663
- MusicBrainz: b3fa1a75-d947-4f32-9f5d-dc72d7438afa
- Nationale Bibliotheek van Tsjechië: jn20000701535
- Nationale Bibliotheek van Israël: 987007309052505171
- Nederlandse Thesaurus van Auteursnamen: 069395713
- Istituto Centrale per il Catalogo Unico: CFIV006874
- LIBRIS: 382145
- Système universitaire de documentation: 077441443
- Virtual International Authority File: 7575167
- WorldCat: E39PBJqFJcXdG4rp3pK94PFR8C